# Familieidyl hos Kunstnerparret Salto Juli 1922
Familieidyl hos Kunstnerparret Salto Juli 1922 er en dansk dokumentarfilm fra 1922.

## Handling
Denne artikel mangler et handlingsreferat. Hjælp os med at skrive det.